# Büyükçekmece
Büyükçekmece is een Turks district in de provincie Istanboel en telt 688.774 inwoners (2007). Het district heeft een oppervlakte van 239,3 km².
De bevolkingsontwikkeling van het district is weergegeven in onderstaande tabel.
| 1997    | 2000    | 2007    |
| ------- | ------- | ------- |
| 280.888 | 384.089 | 688.774 |